# Tripel-Allianz-Krieg
1. Phase: Paraguays Offensiven gegen Brasilien und Argentinien (1864–1865)

Mato-Grosso-Feldzug – Corrientes – Riachuelo – Yatay – Uruguayana
2. Phase: Alliierte Gegenoffensive und Stellungskrieg vor Humaitá (1866–1867)

Itapirú – Estero Bellaco – Tuyutí I – Yataytí Corá – Boquerón – Sauce – Curuzú – Curupaytí
3. Phase: Wiederaufnahme der alliierten Offensive und Eroberung des Kernlandes Paraguays (1867–1868)

Tuyutí II – Humaitá – Ytororó – Avahy – Itá Ivaté
4. Phase: Schlussoffensive der Alliierten und totale Niederlage Paraguays (1869–1870)

Piribebuy – Acosta Ñu – Cerro Corá
Als Tripel-Allianz-Krieg (spanisch Guerra de la Triple Alianza) wird der von 1864 bis 1870 dauernde Kampf Paraguays gegen die verbündeten Staaten Argentinien, Brasilien und Uruguay bezeichnet. Dabei stand Paraguay zunächst auf der Seite der konservativen Regierung Uruguays, die im Uruguayischen Krieg mit Brasiliens Unterstützung 1865 gestürzt wurde.
Der Krieg endete mit der völligen Niederlage Paraguays und gilt als der blutigste Konflikt in der lateinamerikanischen Geschichte. Nach sechs Jahren Krieg war Paraguay nahezu entvölkert: 60 bis 80 Prozent der Bewohner des Landes waren im Kampf, durch Hunger oder durch Seuchen umgekommen. In Europa blieb der Krieg weitgehend unbeachtet.
In Paraguay wird er auch „Großer Krieg“ (Guerra Grande) oder „Krieg gegen die Tripelallianz“ (Guerra contra la Triple Alianza) genannt, in Argentinien, Brasilien und Uruguay „Paraguayischer Krieg“ (portugiesisch Guerra do Paraguai; spanisch Guerra del Paraguay).

## Die Tripel-Allianz
Nachdem die mit ihm befreundete Regierung Uruguays durch den Einfluss Brasiliens und Argentiniens gestürzt worden war, begann der Diktator Paraguays, Francisco Solano López, im Dezember 1864 einen Eroberungskrieg gegen Brasilien, um Zugang zum Meer zu gewinnen.
Auf Betreiben von Uruguays Staatschef Venancio Flores wurde daraufhin am 1. Mai 1865 in einem Geheimvertrag die Tripel-Allianz beschlossen: die Allianz von Brasilien, Argentinien und Uruguay gegen Paraguay, die bis zum Kriegsende 1870 Bestand hatte. Weitere Unterstützung kam von Frankreich und Großbritannien, die (wie auch Spanien) den US-Bürgerkrieg (1861–1865) als Chance zu neuen Interventionen in Amerika nutzten (Spanien allerdings war im Callao-Krieg mit Ecuador, Peru, Bolivien und Chile beschäftigt).
Obwohl sich das Blatt bald gegen Paraguay wendete, war López nicht zur Kapitulation bereit. Am Ende kosteten der Krieg und die durch ihn ausgelösten Epidemien rund drei Viertel der Bevölkerung Paraguays das Leben.

## Verlauf

### Kriegsursachen und Kriegsbeginn

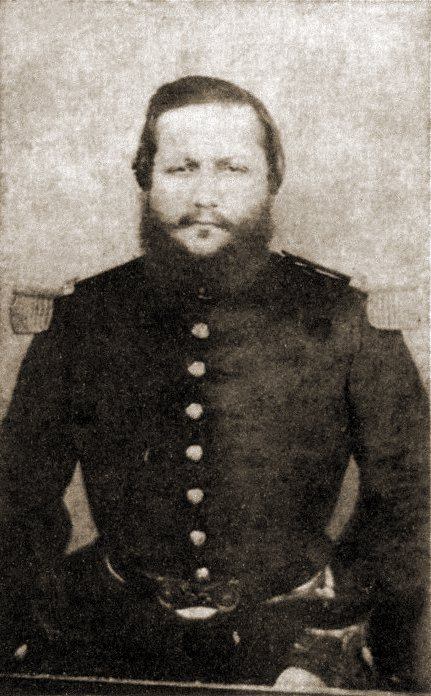
Paraguays Präsident Francisco Solano López (1870)

Im April 1863 löste Venancio Flores, der Parteiführer der Liberalen (Colorados) in Uruguay, einen Aufstand gegen die Regierung aus, die von der Partei der Konservativen (Blancos) kontrolliert wurde. Dabei konnte Flores auf die Unterstützung Brasiliens sowie Argentiniens zählen, wo er im 1861 zu Ende gegangenen Bürgerkrieg an der Seite des siegreichen Präsidenten Bartolomé Mitre gekämpft hatte. Die in Bedrängnis geratene uruguayische Regierung wandte sich nun hilfesuchend an Paraguay, welches durch sein für damalige Verhältnisse großes und gut ausgebildetes Heer sowie dank einer fortschrittlichen Wirtschaft eine bedeutende Rolle in der Region spielte. Seit 1862 regierte in Paraguay der Diktator Francisco Solano López. López sah das regionale Kräftegleichgewicht gestört und ergriff für die Blancos Partei. Er befürchtete, die Brasilianer und Argentinier könnten im Falle eines Erfolgs in Uruguay dann nach diesem Muster auch gegen seine Herrschaft in Paraguay vorgehen. Als Brasilien López’ Versuchen, im Konflikt zu vermitteln, eine Abfuhr erteilte, forderte er am 30. August 1864 von der brasilianischen Regierung ultimativ ein Ende der Einmischung in Uruguay. Im betreffenden Dokument wurde klar zum Ausdruck gebracht, dass Paraguay eine Besetzung uruguayischen Territoriums durch brasilianische Truppen als casus belli betrachten würde.
Als die Brasilianer im Oktober 1864 dennoch mit der Blockade Montevideos und der Anlandung von Truppen begannen, ließ López zur Vergeltung im folgenden Monat das brasilianische Schiff Marquêz de Olinda auf dem Río Paraguay beschlagnahmen, seine Besatzung und den an Bord befindlichen Gouverneur der Provinz Mato Grosso gefangen setzen und Brasilien am 13. Dezember 1864 den Krieg erklären. Paraguayische Truppen unter Vicente Barrios und Francisco Isidoro Resquin drangen noch im selben Monat in den Mato Grosso ein; sie stießen auf wenig Widerstand, nahmen das kleine Fort von Nova Coimbra und im Januar 1865 auch Corumbá ein. Eine weitere paraguayische Kampftruppe operierte zur selben Zeit erfolgreich im heutigen brasilianischen Bundesstaat Rio Grande do Sul. Der geringe Widerstand der Brasilianer war vor allem dadurch bedingt, dass diese ihre nur kleine Armee hauptsächlich auf dem in ihren Augen weit wichtigeren Kriegsschauplatz Uruguay konzentriert hatten. Dort waren sie erfolgreich. Am 20. Februar 1865 konnten sie die Hauptstadt Montevideo erobern und Flores zum Präsidenten einsetzen. Damit war der Krieg in Uruguay für die von Paraguay unterstützte Seite bereits verloren.
Um den brasilianischen Truppen in Uruguay entgegentreten zu können, forderte López vom argentinischen Präsidenten Bartolomé Mitre das Recht zum Durchmarsch durch die argentinische Provinz Corrientes. Argentinien, das sich in dem Krieg offiziell für neutral erklärte, de facto aber brasilianische Kriegsschiffe durch nationale Gewässer passieren ließ, lehnte diese Forderung ab. Darauf erfolgte am 18. März 1865 die Kriegserklärung Paraguays an Argentinien.

### Der weitere Kriegsverlauf

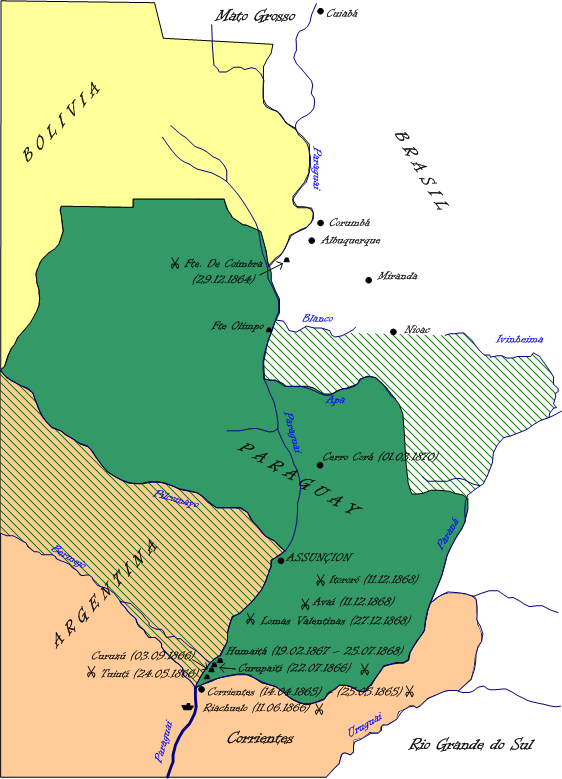
Karte von Paraguay (in seinen heutigen Grenzen, 1869 gehörte der nordwestliche Teil noch zu Bolivien) mit wichtigen Schlachtorten und den Gebieten, die Paraguay an seine Nachbarländer abtreten musste (grün schraffiert)

López’ Truppen drangen zunächst sowohl in Süd- und Südwestbrasilien als auch in der argentinischen Provinz Corrientes schnell vor und nahmen im April 1865 die Stadt Corrientes ein. Hauptursache für diese Anfangserfolge Paraguays war, dass sein stehendes Feldheer nicht nur gut ausgebildet, sondern mit einer Gesamtstärke von 38.173 Mann den Gegnern, die zunächst nicht mehr als 28.000 Mann (Brasilien 17.600, Argentinien 6.000 und Uruguay bis zu 4.000) aufbieten konnten, die noch dazu teilweise fernab der zukünftigen Kampfschauplätze stationiert waren, auch zahlenmäßig deutlich überlegen war. Der Schlüsselfaktor für die Zukunft war aber nicht, wie viele Soldaten die jeweiligen Kriegsparteien am Beginn des Krieges unter Waffen hatten, sondern auf welche Reserven sie zurückgreifen konnten bzw. wie viele Menschen sie mobilisieren konnten. Hier aber fiel die Bilanz eindeutig zu Ungunsten Paraguays aus, obwohl dessen Reserven auf bis zu 150.000 Mann geschätzt werden, was rund einem Drittel der Gesamtbevölkerung entsprochen haben soll. Im Vergleich dazu konnte jedoch allein Argentinien, der „kleinere“ der beiden „großen“ Kriegsgegner Paraguays, auf 184.478 Mann, die Anfang 1865 in der Guardia Nacional zusammengefasst waren, zurückgreifen.
Als Brasilien, Argentinien und Uruguay am 1. Mai 1865 zum Zweck gemeinsamer Kriegführung gegen Paraguay den Tripelallianz-Vertrag abschlossen, in dem sie sich verpflichteten, den Krieg bis zum Sturz von López fortzusetzen, war eine entscheidende politische Wende zu Ungunsten Paraguays eingetreten. Hinsichtlich menschlicher und materieller Ressourcen stand das Land fortan einer erdrückenden Übermacht gegenüber, die durch den Allianzvertrag noch dazu gebündelt worden war und sich für den weiteren Kriegsverlauf als entscheidend erweisen sollte. Für Paraguay wandelte sich der Charakter des Krieges daher spätestens nach Mitte 1865 vom Angriffskrieg zum reinen Defensivkrieg und für Francisco Solano López zum Kampf um das politische Überleben.
Zunächst jedoch scheiterte im Mai 1865 ein Versuch der Verbündeten, Corrientes im Handstreich zurückzuerobern, woraufhin sie knapp südlich der Mündung des kleinen Flusses Riachuelo einen Stützpunkt für ihre Flussstreitkräfte errichteten, die hier ausschließlich von Brasilien gestellt wurden. Der Angriff der von Pedro Ignacio Meza kommandierten Marine Paraguays auf die brasilianischen Flussstreitkräfte endete am 11. Juni 1865 mit einer folgenschweren Niederlage in der Schlacht auf dem Riachuelo. Die Marine Paraguays verlor dabei vier der neun hier eingesetzten Dampfschiffe und alle sieben kanonenbestückten Bargen.
Bevor die Alliierten ihrerseits zur Offensive übergehen konnten, mussten sie die paraguayischen Uferbatterien südlich von Corrientes ausschalten, was im August 1865 gelang. Im selben Monat hatten die López-Truppen eine weitere Niederlage hinnehmen müssen, als eine der beiden im Süden operierenden Heereseinheiten am Rio Yatay, einem Zufluss des Río Uruguay, von Venancio Flores geschlagen wurde; die andere Einheit wurde von den Alliierten bei Uruguayana eingeschlossen und kapitulierte schließlich im September 1865. Mit diesen Niederlagen war die strategische Initiative endgültig an die Alliierten übergegangen, die nun zur Gegenoffensive ansetzten und sich auf eine Invasion Paraguays vorbereiteten. López ordnete den Rückzug aller noch auf feindlichem Gebiet stehenden paraguayischen Armeeeinheiten in ihre Heimat an und ließ auch seine nun zu exponierten Stellungen in der Provinz Itapúa räumen.
Nachschubprobleme, Uneinigkeit im alliierten Oberkommando und die sommerlichen klimatischen Bedingungen im Gebiet entlang des Río Paraná, den die Alliierten für eine Invasion Paraguays zu überqueren hatten, verzögerten zunächst ihre Gegenoffensive bis zum April 1866. Die paraguayische Armee nutzte diese Zeit zwischen Ende 1865 und Frühjahr 1866 zu einem intensiven Kleinkrieg, bei dem sie durch wiederholte Raids versuchte, die am Südufer des Rio Paraná sich vorbereitenden Alliierten zu stören, ihnen nach Möglichkeit Verluste beizubringen und ihre Kampfmoral zu erschüttern.
Nachdem es der brasilianischen Marine im Zusammenwirken mit Heerestruppen gelungen war, das Fort Itapirú einzunehmen, das die Mündung des Río Paraguay in den Rio Paraná beherrschte, setzte das Gros der alliierten Truppen – rund 47.000 Mann unter Mitres Oberkommando – am 26. April 1866 über den Rio Paraná und begann damit den Einmarsch in Paraguay. Den von ihnen gebildeten Brückenkopf versuchte die paraguayische Armee in der Schlacht am Estero Bellaco zu beseitigen, was allerdings unter großen Verlusten misslang. Daraufhin zogen sich die Paraguayer in neu errichtete Verteidigungslinien entlang des Rio Estero Bellaco del Norte zurück. Der von hier aus unternommene Versuch der paraguayischen Truppen, den nur langsamen Vormarsch der Alliierten durch einen Angriff auf ihr Hauptlager (34.700 Mann) zu stoppen, endete am 24. Mai 1866 mit einer schweren Niederlage in der Ersten Schlacht bei Tuyutí. Die Armee Paraguays büßte dabei bis zu 13.000 der insgesamt 18.000–24.000 eingesetzten Soldaten durch Tod und Gefangenschaft ein, darunter ihre besten Soldaten. Die Angaben dazu schwanken stark und liegen, wie jene zur Gesamtstärke des paraguayischen Armee, zum Teil sogar noch darüber. Allerdings versäumten es die Alliierten anschließend, die Initiative zu ergreifen, was es den Paraguayern ermöglichte, sich neu zu gruppieren und Ersatzkräfte zu mobilisieren. Sie zogen sich nun abermals zurück, und zwar in Richtung des Festungskomplexes Curupaiti–Humaitá am Río Paraguay.

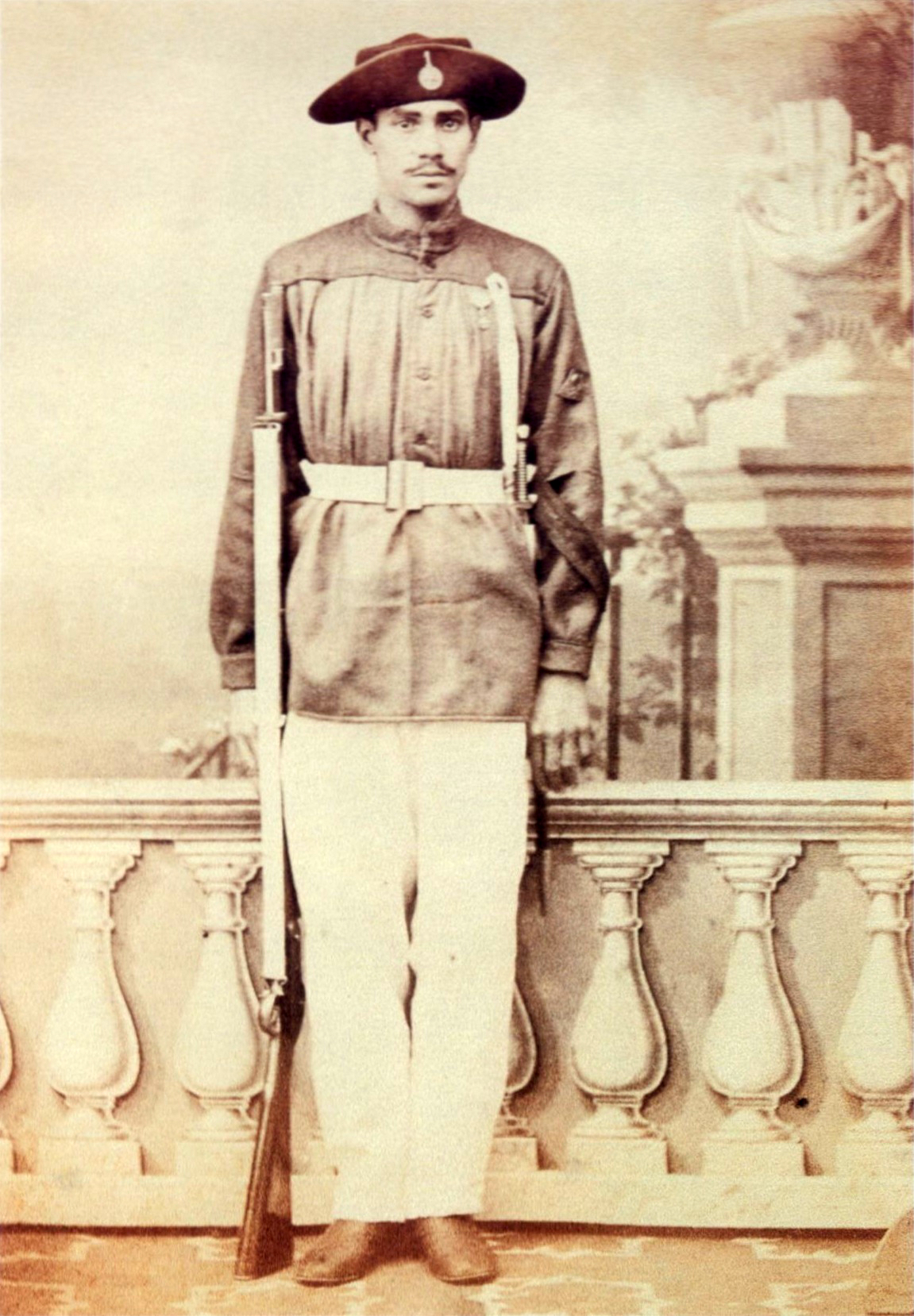
Ein brasilianischer Korporal des „1. Bataillons der Freiwilligen des Vaterlandes“ (1º Batalhão de Voluntários da Pátria), 1865

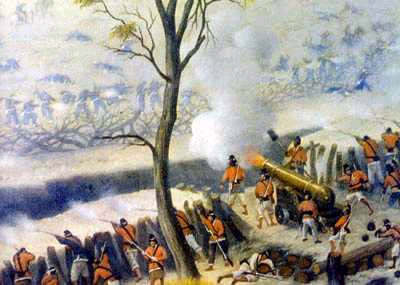
Schlacht bei Curupaytí (1866). Paraguayische Soldaten (im Vordergrund) wehren den Angriff der Alliierten ab.

Die brasilianische Flotte beherrschte mit ihrer starken Artillerie seit Anfang 1866 den Río Paraná und den Unterlauf des Río Paraguay, weshalb die Paraguayer von der Verbindung zum Atlantik abgeschnitten waren. Der Plan der Alliierten sah vor, über den Río Paraguay zur Hauptstadt Paraguays, Asunción, vorzudringen, die an diesem Fluss liegt. Dazu mussten sie erst die starke Festung Humaitá und die südlich davon gelegenen Forts Curupaiti und Curuzú, die den Fluss beherrschten, einnehmen. Curuzú fiel Anfang September 1866, doch die Schlacht bei Curupaytí, in der die brasilianische Marine die alliierten Landtruppen abermals unterstützte, endete am 22. September 1866 mit einer schweren Niederlage der Alliierten, die den Verlust von etwa 4.000 der rund 20.000 eingesetzten alliierten Soldaten zur Folge hatte. Der mit nur geringen paraguayischen Verlusten errungene Sieg verzögerte zwar den Vormarsch der Alliierten, brachte ansonsten aber keine wesentliche Änderung der militärischen Lage Paraguays.
Nach der Niederlage bei Curupaytí stellte sich vor allem in Argentinien, aber auch in Brasilien und Uruguay, eine beträchtliche Kriegsmüdigkeit ein. Die Armeen der Alliierten litten wie die Paraguays unter Krankheiten und wiesen eine steigende Anzahl von Deserteuren auf. Im Februar 1867 musste Mitre wegen innenpolitischer Schwierigkeiten nach Buenos Aires zurückkehren. Den Oberbefehl der Verbündeten übernahm der brasilianische General Luís Alves de Lima e Silva, der spätere Duque de Caxias. Obwohl es im Verlauf des Krieges wiederholt zu Kontakten kam, mit dem Ziel, die Feindseligkeiten zu beenden, scheiterten alle diese Versuche letztlich daran, dass López nicht zum Rücktritt bereit war. Selbst Mitglieder seiner Familie, die den Präsidenten zu überzeugen versuchten, dass der Krieg aussichtslos geworden sei, darunter seine Brüder und sein Schwager, wurden hingerichtet. Seine siebzigjährige Mutter und seine beiden Schwestern ließ López auspeitschen.

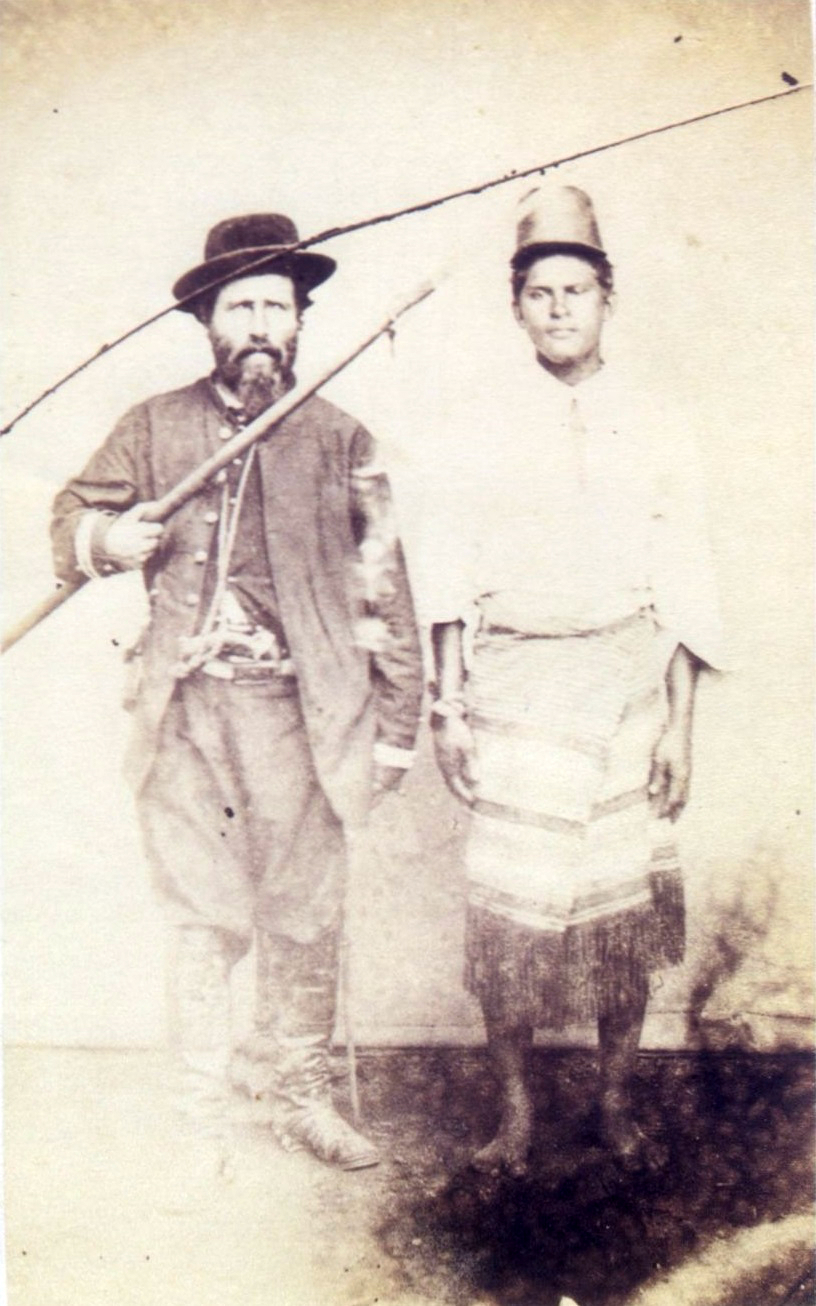
Ein brasilianischer Kavallerist (links) mit einem gefangenen Soldaten aus Paraguay, an dessen „Uniform“ bereits die schlechte Versorgungslage seiner Armee zu erkennen ist

Erst nachdem es im Februar 1868 brasilianischen Dampfschiffen gelungen war, die letzten paraguayischen Flusssperren bei Humaitá zu überwinden, die noch verbliebenen paraguayischen Flussstreitkräfte auszuschalten und am 24. Februar erstmals Asunción zu beschießen, musste sich im Juli desselben Jahres auch die Besatzung der erbittert verteidigten Festung Humaitá dem alliierten Druck beugen und sich ergeben. Der Weg nach Asunción stand für die Alliierten damit endgültig offen.
Im Dezember 1868 kam es bei Lomas Valentinas unweit von Asunción zur letzten großen Schlacht des Krieges. Beide Seiten erlitten hohe Verluste; am Ende war die paraguayische Streitmacht vernichtet. López musste die Hauptstadt Asunción aufgeben und sich nach Norden zurückziehen. Am 1. Januar 1869 zog ein brasilianisches Truppenkontingent unter Hermes Ernesto da Fonseca, dem Vater des späteren Präsidenten Hermes Rodrigues da Fonseca, in Asunción ein. Am 5. Januar folgte Caxias mit dem Rest der Truppen. López wollte aber nicht kapitulieren, bot Kinder und Greise auf und verlegte die Hauptstadt nach Piribebuy.
In der Endphase des Krieges, am 22. März 1869, übernahm Gaston d’Orléans, Graf von Eu, der Schwiegersohn des brasilianischen Kaisers, das Oberkommando der alliierten Streitkräfte. Er erwies sich als fähiger Kommandeur und brachte den Krieg zu einem siegreichen Ende. Im August 1869 fiel Piribebuy. Die alliierten Truppen hetzten die Reste von López’ Armee durch Paraguay, wo López im Nordosten des Landes noch einmal einige tausend Kämpfer um sich scharen konnte. Am 1. März 1870 wurden die Reste dieses „letzten Aufgebots“, nicht mehr als einige hundert Mann, bei Cerro Corá am Fluss Aquidabán von einer weit überlegenen brasilianischen Streitmacht angegriffen und López getötet, als er sich nicht gefangen nehmen ließ.

## Kriegsergebnis

### Gebietsabtretungen

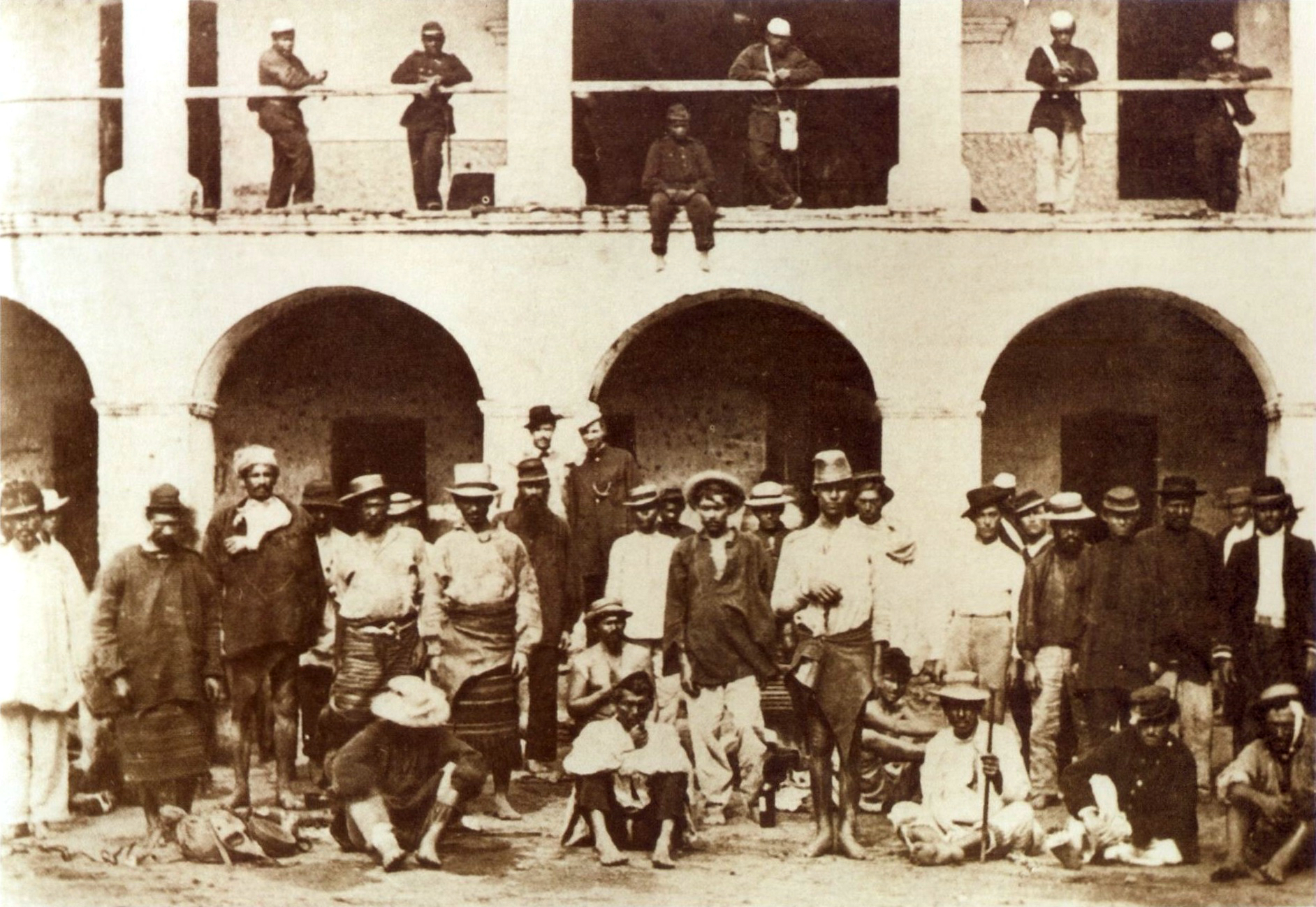
Paraguayische Kriegsgefangene

Im Friedensvertrag vom 20. Juni 1870 musste Paraguay rund 144.000 km², etwa 50 Prozent seines Staatsgebiets, an Brasilien und Argentinien abtreten. Argentinien eignete sich die zuvor paraguayisch besetzte Misiones-Region wieder und einen Teil der Chaco-Region zwischen den Flüssen Bermejo und Pilcomayo an. Brasilien schlug die gewonnenen Gebiete seiner Provinz (später Bundesstaat) Mato Grosso zu; nach der Teilung des Mato Grosso 1979 gehört das Gebiet heute zum brasilianischen Bundesstaat Mato Grosso do Sul.
Die letzten brasilianischen Besatzungstruppen zogen erst 1876 aus Rest-Paraguay ab.

Obdachlose paraguayische Familien während des Tripel-Allianz-Krieges, 1867

### Opferzahlen in Paraguay

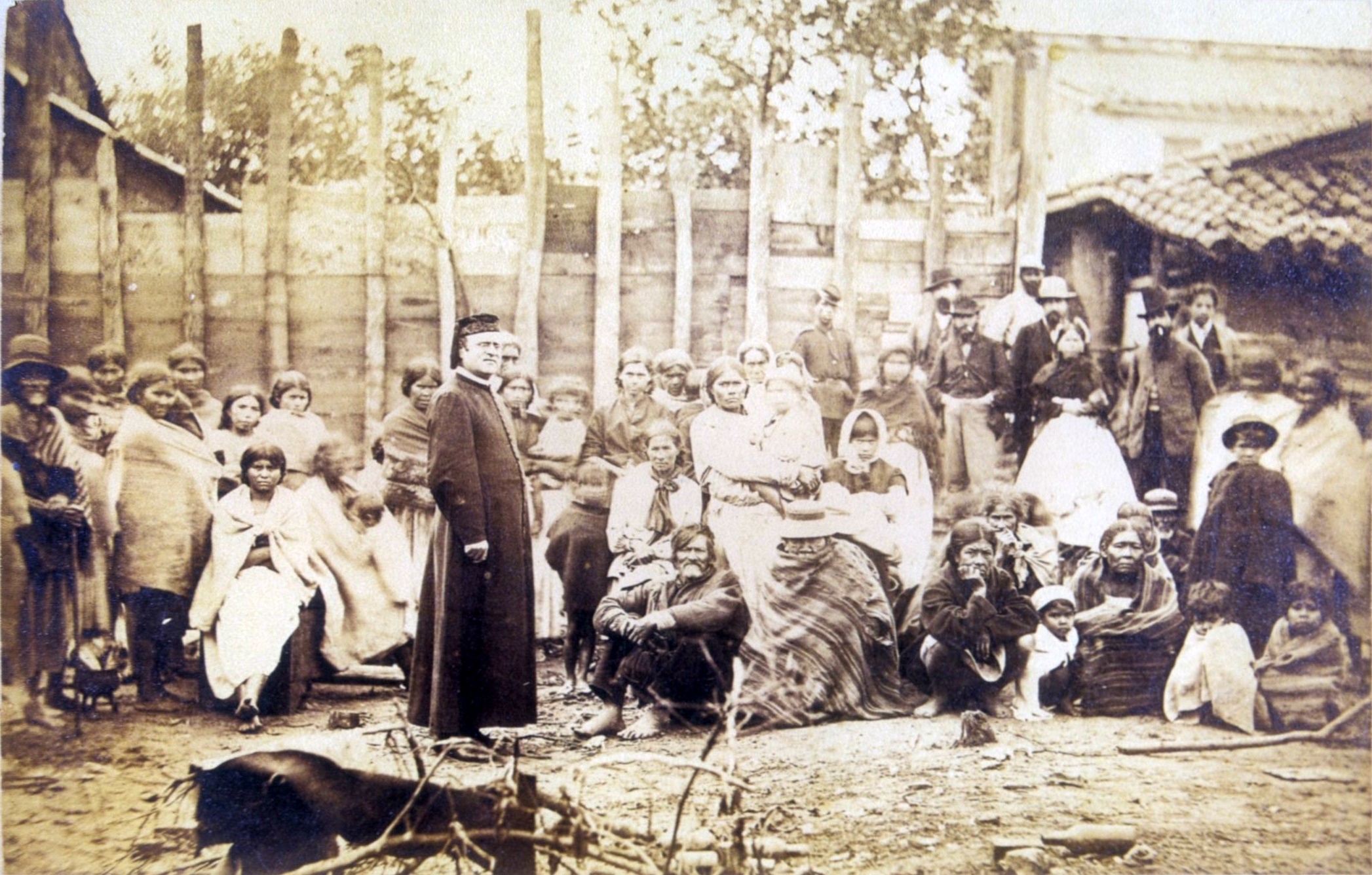
Ein brasilianischer Priester (vorne links stehend) mit Flüchtlingen aus Paraguay, 1869 oder 1870. Bei der Personengruppe in Zivilkleidung (rechts hinten stehend) handelt es sich um Angehörige der Alliierten.

Der Krieg Paraguays gegen die Tripelallianz ist – gemessen an den Opfern Paraguays im Verhältnis zu dessen Gesamtbevölkerung – einer der verlustreichsten Kriege der Weltgeschichte. Schätzungen zufolge wurde die Bevölkerung Paraguays im Verlauf des Krieges von etwas mehr als 500.000 auf rund 221.000 reduziert. Die Angaben der Vorkriegsbevölkerung sind aber strittig. Die Volkszählung von 1846 ergab 238.862 Einwohner, allerdings wurden dabei einige Distrikte ausgelassen und die Anzahl der Kinder insgesamt zu gering geschätzt. Der belgische Chronist Alfred DuGraty sprach in seinem Buch von einer Million Einwohnern, eine umstrittene Volkszählung von 1857 ergab sogar 1.337.439 Bewohner. Die Bevölkerung Paraguays bestand zu Kriegsende aber überwiegend aus Frauen und Kindern, da nur rund 28.000 erwachsene Männer das Kriegsende überlebt hatten, was einem Verlust an männlicher Bevölkerung von bis zu 80 Prozent entspricht. Da seit 1867 Dreizehn- bis Sechzehnjährige in die Paraguayische Armee einberufen und auch bis zu 70-Jährige zum Kriegsdienst herangezogen wurden, beschränkte sich der Bevölkerungsverlust nicht nur auf die Gruppe erwachsener Männer, sondern ging durch fast alle Altersgruppen. Ebenso nahmen Frauen in der Endphase des Krieges an den Kampfhandlungen teil.
Spätestens seit 1869 führten die alliierten Streitkräfte einen schonungslosen Krieg auch gegen die Zivilbevölkerung. Es kam zu weitreichenden Plünderungen und Vergewaltigungen. Flüchtlingsbewegungen ließen den Bevölkerungsverlust noch zusätzlich ansteigen.

### Politische Folgen
Paraguay, das vor dem Krieg einer der wirtschaftlich fortschrittlichsten und mächtigsten Staaten der Region war, konnte diesen Status nie wieder erreichen. In Paraguay wird die Erinnerung an den Krieg bis heute aufrechterhalten und ist Teil des Nationalmythos. Der damalige Präsident López wird von offiziellen Stellen heroisiert. Patriotismus und Opferkult, vor allem bezüglich der Kindersoldaten, stehen im Mittelpunkt der paraguayischen Erinnerungskultur.
Die argentinische Regierung erfuhr durch den Sieg eine spürbare Konsolidierung.
In Brasilien wurden antimonarchistische Elemente im Offizierskorps gestärkt, welche die Führung in dem sich lange dahinziehenden Krieg bemängelten. Ebenso wurden die Gegner der Sklaverei, damals die wichtigste Säule der brasilianischen Wirtschaft und Gesellschaft, gestärkt, da im Krieg zahlreiche Sklaven als Freiwillige in der Armee dienten.

## Die Paraguayische Legion
Nach dem Ausbruch des Krieges formierten sich Mitglieder der im Exil befindlichen Asociación Paraguaya zu der Legión Paraguaya. Die Anführer der Legionarios waren Juan Francisco Decoud und Fernando Iturburu. Erst am 20. März 1869, kurz vor Ende des Krieges, erlaubte ihnen General Emilio Mitre, als eigene Einheit unter paraguayischer Flagge zu kämpfen. Die meisten der Legionarios kehrten nach Ende des Krieges nach Paraguay zurück und sicherten sich einflussreiche Positionen. Bis heute werden Mitglieder der Liberalen Partei von den Colorados abfällig als Legionäre bezeichnet, obwohl auch 23 der Gründungsmitglieder der Colorado-Partei Ehemalige der paraguayischen Legion waren.

## Karten

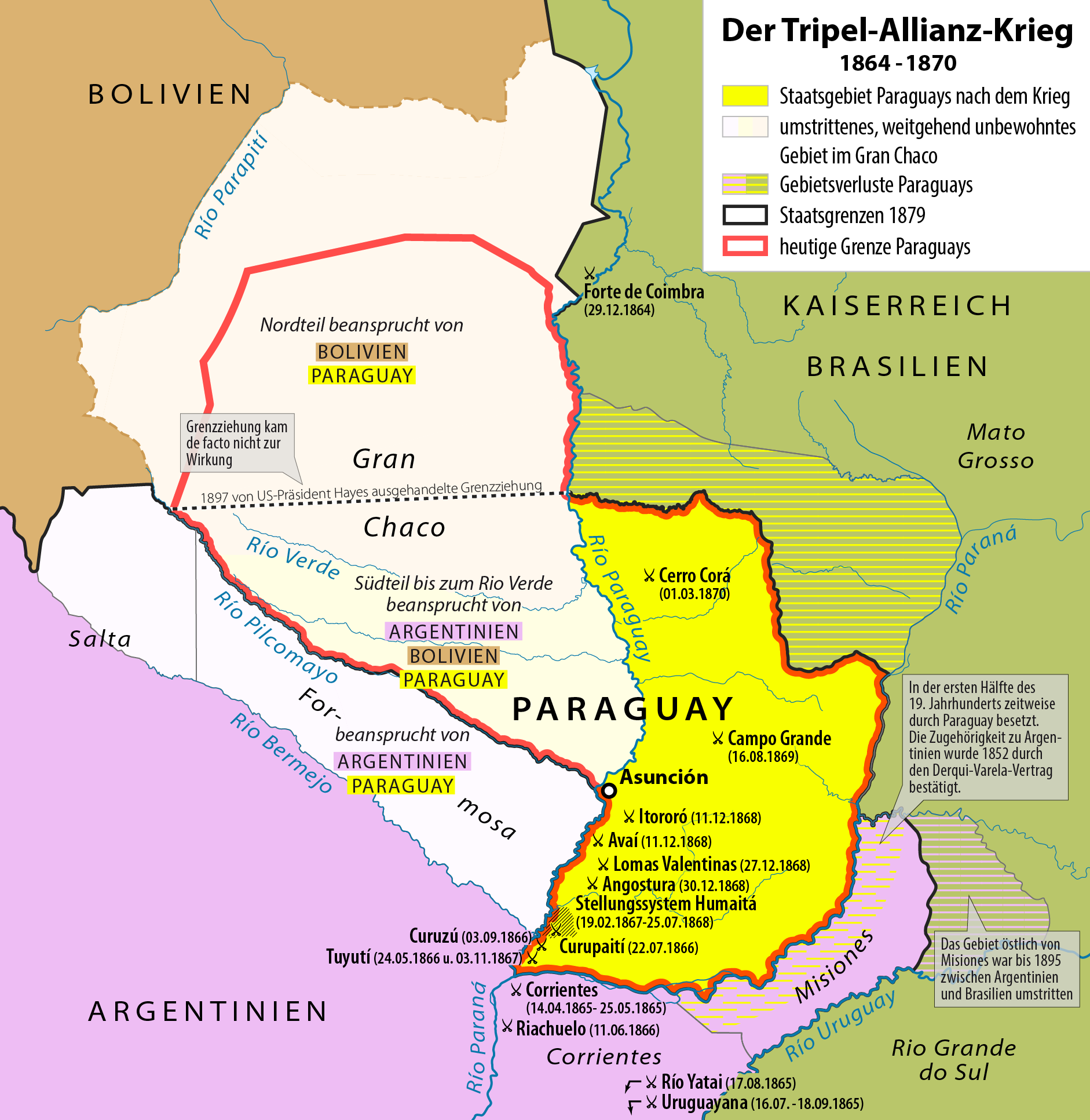
Tripel-Allianz-Krieg: Überblick
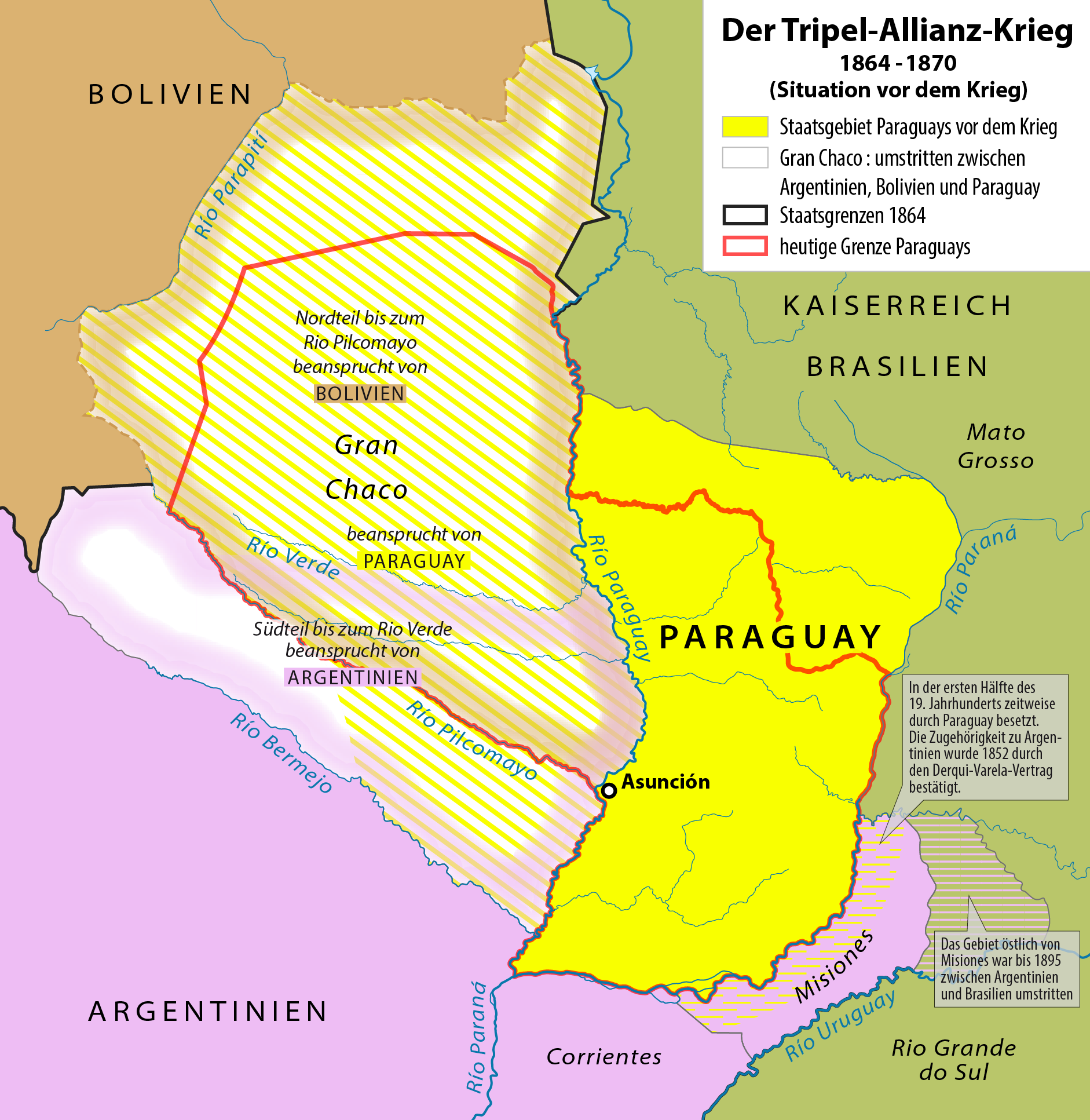
Situation vor dem Krieg
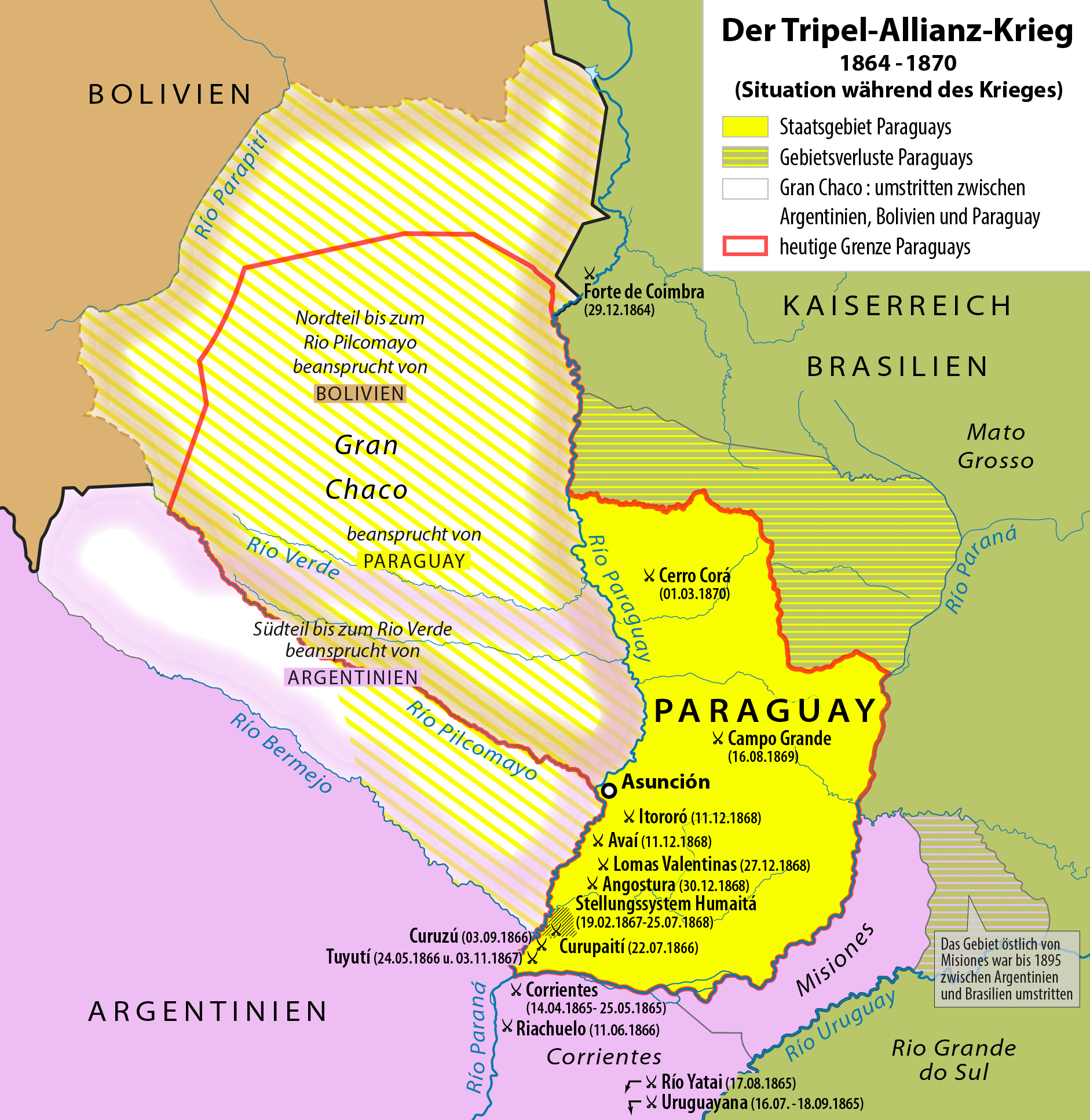
Situation während des Krieges
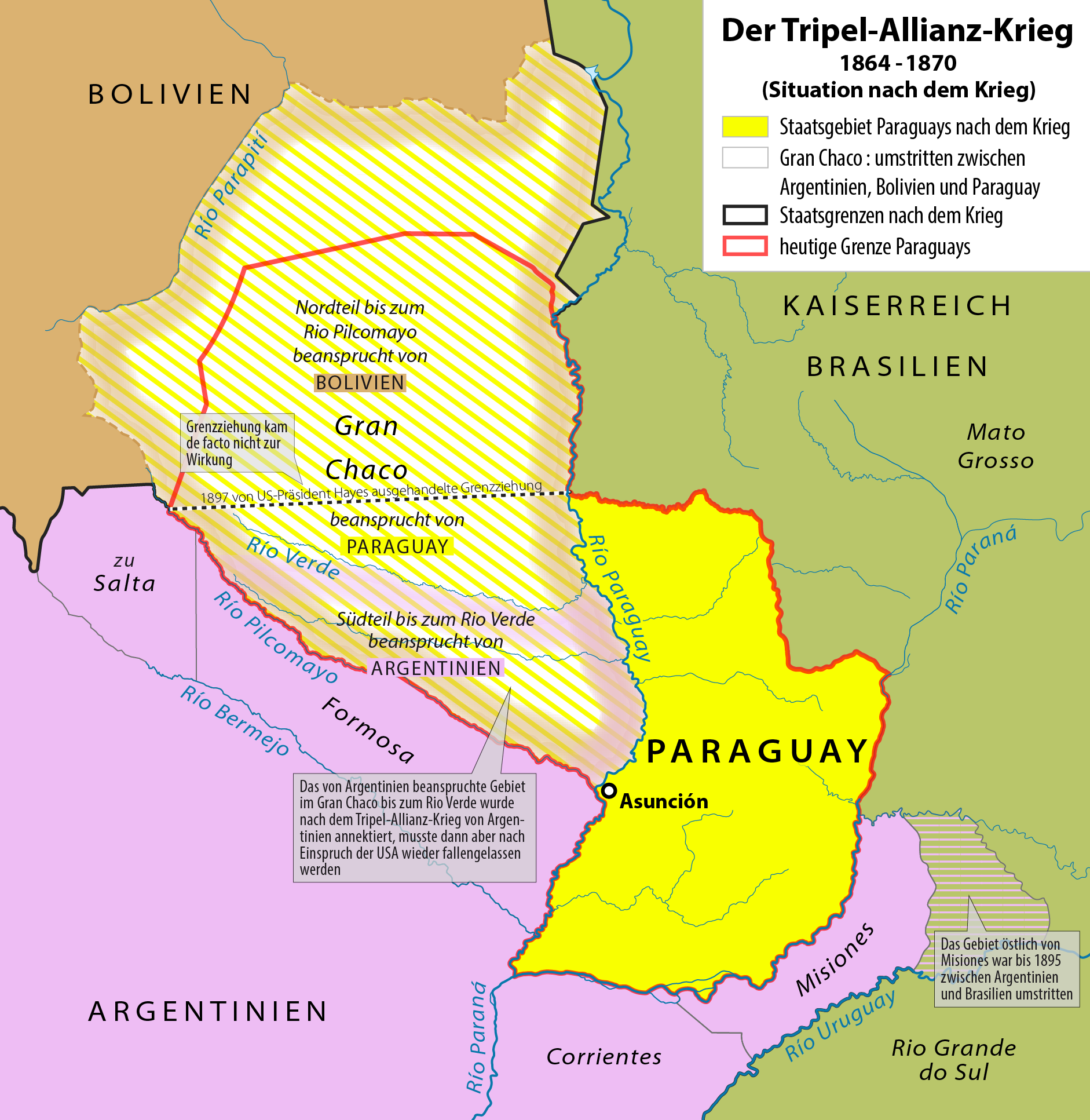
Situation nach dem Krieg